# EViews
EViews (Econometric Views) je program, který se používá pro statické a ekonometrické analýzy jako je např. analýza časových řad, jejich odhad a předpovídání. Je vyvíjen firmou Quantitative Micro Software (QMS). První verze byla vydána v březnu 1994. Poslední vydaná verze programu je EViews 12. 

## Alternativy programu
- gretl - open source
- SAS